# Alchemilla capensis
Alchemilla capensis é uma espécie de rosácea do gênero Alchemilla, pertencente à família Rosaceae.